# 水井 (地名)
水井，是臺灣雲林縣口湖鄉的一個傳統地域名稱，位於該鄉東南端。相較於今日行政區，其範圍大致包括水井村東南大半部、後厝村不含西北部向北凸出部分、梧南村東南部。

## 歷史
臺灣日治初期，水井地區為一（舊制）街庄，稱為「水井庄」，隸屬於尖山堡。該庄北邊西段及中段與椬梧庄為鄰，北邊東段及東邊北段與食水堀庄為鄰，東南邊為欍仔埔庄，南邊隔北港溪與蚶仔藔庄、鰲皷庄為界，西邊為下湖口庄。
1901年（日治明治三十四年）11月，全臺廢縣廳改設二十廳，該庄隸屬於斗六廳。1903年（明治三十六年）6月，該庄編入「新港區」，隸屬於斗六廳。1909年（明治四十二年）10月，合併二十廳為十二廳，新港區改隸屬於嘉義廳。1920年（大正九年），全臺地方制度大改正，廢十二廳改設五州二廳，該庄改制為「水井」大字，隸屬於臺南州北港郡口湖庄（新制街庄）。
戰後口湖庄改制為口湖鄉，隸屬於臺南縣，大字亦改制為村。1950年10月，雲、嘉、南分治，口湖鄉改隸屬雲林縣。

## 聚落
本地區發展較早的聚落有水井、后厝（後厝）等，在日治期初期的官方地圖上已有記載。另外，本地區尚有中港仔聚落。

## 交通
省道台17線又稱「西部濱海公路」，是臺中市清水區甲南至屏東縣枋寮鄉水底寮的幹道，經過本地區水井聚落東郊。由該道路向北北東轉西北可繞過口湖鄉市區西側而前往四湖鄉西部、臺西鄉、東勢鄉西北端、麥寮鄉等地；向西南微南可前往嘉義縣東石鄉、布袋鎮、臺南市北門區、將軍區等地。
省道台61線又稱「西部濱海快速公路」，目前通車路段北起新北市八里區臺北港，南至臺南市七股區九塊厝，以高架道路型式經過本地區，其中除最北段外，均位於省道台17線上方，並在本地區鄉道雲150線起點路口處設有水井交流道。由此可快速前往台灣西部沿海各地。
鄉道雲146-1線是順興至水井的道路，其南側端點（終點）位於本地區東部邊界地帶北側的鄉道雲148線路口（水井聚落東北郊）。由此向北過尖山大排後厝南橋後轉西，至右側路口轉北，至左側路口轉西，沿後厝聚落南側蜿蜒而行，至鄉道149線轉角路口（開元宮前）轉北蜿蜒而行，順路轉北北東可前往食口堀/椬梧交界地帶，並止於鄉道雲146線路口（順興聚落西南郊）。
鄉道雲147線是成龍的水井的道路，其南側（終點）端點位於本地區水井聚落北北東郊的省道台17線路口暨省道台61線（西部濱海快速公路）高架道路下方。由此向南南西至水井聚落東北側的鄉道雲149線轉角路口，轉西蜿蜒而行，可前往下湖口地區的水井寮聚落、並止於北部偏略東的省道台17線路口暨省道台61線（西部濱海快速公路）高架道路下方（牛尿港地區成龍聚落東南郊）。
鄉道雲148線是水井至蕃薯厝的道路，其西側端點（起點）位於本地區北部的省道台17線路（水井聚落北郊）。由此向東可前往食水堀地區南部、蕃薯厝，並止於鄉道雲155線路口。
鄉道雲149線是宜梧（椬梧）至水井的道路，其南側端點（終點）位於本地區中部略偏南的省道台17線南下車道路口（水井聚落南郊）。由此向北蜿蜒而行，至水井聚落東北側的鄉道雲147線轉角路口，轉東南東再順路轉東北微北，至後厝聚落西南側鄉道雲146-1線轉角路口（開元宮前）轉西北西，可前往椬梧，並止於椬梧聚落中部略偏東南的省道台17線路口。
鄉道雲150線是水井至蔦松的道路，其西側端點（起點）位於本地區中部的省道台17線路口暨省道台61線（西部濱海快速公路）水井交流道（水井聚落東南郊）。由此向東南可前往欍子埔、頂蔦松地區南部，並止於北港溪松山大橋縣界上。